# Injection locking
Con i termini injection locking e injection pulling ci si riferisce agli effetti sulla frequenza di un oscillatore armonico che è disturbato da un secondo oscillatore operante a una frequenza vicina. Quando l'accoppiamento è forte e le frequenze abbastanza vicine, il secondo oscillatore può catturare il primo oscillatore, modificandone la frequenza fino a renderla identica alla propria. Questo è il fenomeno dell'injection locking. Quando il secondo oscillatore invece non cattura il primo ma semplicemente lo disturba, si parla di injection pulling. Questi due fenomeni sono osservabili in un gran numero di sistemi fisici, benché siano più spesso associati agli oscillatori elettronici e ai risuonatori laser.
L'injection locking è stato sfruttato in svariati modi per permettere il progetto dei primi televisori e oscilloscopi, ottenendo la sincronia dell'apparecchio ai segnali esterni ad un costo relativamente basso. Se sfruttato opportunamente, l'injection locking permette di ridurre significativamente il consumo di potenza e il rumore di fase nei sintetizzatori di frequenza. Similmente, le frequenze all'uscita di grandi laser possono essere rese spettralmente più pure accoppiando tali dispositivi con laser ad alta accuratezza.
In generale però, quando l'injection locking e pulling sono indesiderati, tendono a degradare le prestazioni delle PLL e dei circuiti integrati a radiofrequenza. I segnali logici ad alta velocità e le loro armoniche sono infatti problematici per un oscillatore. L'accoppiamento di questi o di altri segnali ad altra frequenza con l'oscillatore attraverso un substrato in comune può causare un injection locking non voluto. In un moderno VCO, un segnale di injection-locking può prevalere sulla sua tensione di controllo a bassa frequenza, causando una perdita di controllo.

## Oscillatori injection-locked

Oscillatore LC con due transistor in connessione incrociata.

Un oscillatore injection-locked (ILO) è basato tipicamente su un oscillatore di tipo LC con due transistor a connessione incrociata (vedi figura). Può essere usato per un divisore di frequenza o per la riduzione del jitter nelle PLL. Viene usato anche per applicazioni di ricostruzione dei dati o del clock o per circuiti di sincronizzazione nei trasmettitori per accoppiare il segnale di clock all'interno dei dati. Recentemente, l'ILO è stato usato anche per lo schema di clock recovery burst mode.
Il funzionamento dell'ILO è basato sul fatto che l'oscillazione locale può essere agganciata alla frequenza o alla fase di un segnale esterno sotto ben determinate condizioni.